# Tanja Cissé
Tanja Cissé (* 12. April 1980) ist eine liechtensteinische Politikerin (VU) und ehemalige Radiomoderatorin. Sie ist seit 2025 Abgeordnete im liechtensteinischen Landtag.

## Biografie
Cissé absolvierte eine Ausbildung zur Hotel- und Tourismusfachfrau. 
Ab 2002 wurde sie bei Radio L, dem späteren Radio Liechtenstein, tätig. Ausschlaggebend für Cissé war es mehr Liechtensteiner Stimmen im Radio zu hören. In ihrem ersten Jahr bei Radio L führte sie als Reporterin Interviews und schrieb Beiträge. Danach kam Radiomoderation hinzu. Nach zehn Jahren in der Unterhaltungssparte wechselte sie in die Redaktion und fungierte daneben als Nachrichtenmoderatorin. Als der bisherige Chefredaktor Martin Frommelt seine Rolle als programmverantwortlicher Chefredaktor 2018 abgab, übernahm Cissé, die zu diesem Zeitpunkt stellvertretende Chefredaktorin war, seine Aufgaben in der Redaktion.
2022 vollzog sie einen Berufswechsel und wurde ab August beim aha Tipps & Infos für junge Leute, dem Jugendinformationszentrum Liechtensteins tätig. Daneben arbeitet sie als selbständige Moderatorin bei unter anderem Podiumsdiskussionen, Veranstaltungen und Podcasts der VU.
Im Februar 2025 wurde sie für die Vaterländische Union in den Landtag des Fürstentums Liechtenstein gewählt.
Cissé hatte Zeit ihres Leben eine Faszination für fremde Länder, besonders für Afrika. Neben ihrer beruflichen und politischen Karriere engagiert sie sich in der Entwicklungshilfe für Burkina Faso. Hierfür ist sie in dem 2001 gegründeten gemeinnützigen Verein für humanitäre Hilfe e.V. ehrenamtlich aktiv. Seit 2008 gehört sie dessen Vorstand an und ist seit Februar 2023 Vorstandspräsidentin. Des Weiteren war sie für das Schweizer Kinderhilfswerk Terre des Hommes in Burkina Faso tätig.
Von 2013 bis 2014 lebte sie für ein Jahr mit ihrem damaligen Mann, der aus Burkina Faso stammte, und ihrer ebenfalls von dort stammenden Adoptivtochter, in dem Land. Cissé war in dieser Zeit als LED-Praktikantin in einem Waisenhaus tätig. 2015 kam eine gemeinsame Tochter zur Welt.